# Jerzy Kreczmar
Jerzy Kreczmar (ur. 9 października 1902 w Warszawie, zm. 24 lutego 1985 tamże) – polski reżyser, eseista, teatrolog i pedagog; wieloletni kierownik literacki Teatru Współczesnego w Warszawie, współpracownik Erwina Axera; dyrektor Teatru Polskiego Radia (1948–1949), dyrektor Teatru Polskiego w Warszawie (1966–1968); wykładowca Uniwersytetu Warszawskiego oraz PWST w Warszawie.
Jest uważany za jednego z najważniejszych inscenizatorów światowej klasyki w historii polskiego teatru.

## Życiorys
Ukończył studia w zakresie  polonistyki i filozofii na Uniwersytecie Warszawskim. W 1930 r. uzyskał doktorat z filozofii, promotorem jego pracy O przenośnym znaczeniu wyrazów był profesor Tadeusz Kotarbiński. Zanim poświęcił się reżyserii uczył w szkołach średnich propedeutyki filozofii i języka polskiego. W 1936 r. objął dyrekcję Gimnazjum im. Bolesława Limanowskiego na Żoliborzu prowadzonego przez Robotnicze Towarzystwo Przyjaciół Dzieci. W 1937 r. został absolwentem Wydziału Sztuki Reżyserskiej Państwowego Instytutu Sztuki Teatralnej, gdzie ukończył studia pod kierunkiem Leona Schillera.
Kreczmar walczył w wojnie polsko-bolszewickiej. Po kampanii wrześniowej, podczas której walczył jako dowódca kolumny taborowej w Wileńskiej Brygadzie Kawalerii, znalazł się we Lwowie, gdzie został archiwistą biblioteki Ossolineum, następnie wrócił do Warszawy i jako asystent Kotarbińskiego wykładał na tajnym Uniwersytecie Warszawskim, ponadto był współtwórcą programów literacko-muzycznych przygotowywanych pod kierownictwem Marii Wiercińskiej w teatrze podziemnym. Podczas okupacji nauczał na tajnych kompletach (m.in. przez 2 lata w Gimnazjum i Liceum im. gen. Sowińskiego). Po wojnie wykładał logikę i filozofię na Uniwersytecie Łódzkim, a po powrocie do stolicy – ponownie na Uniwersytecie Warszawskim. Wykładał także w Państwowej Wyższej Szkole Teatralnej w Warszawie z siedzibą w Łodzi.
Reżyserował na deskach Teatru Narodowego, warszawskich scen: Współczesnego (w którym przez wiele lat sprawował funkcję kierownika literackiego), Powszechnego i Ateneum, w krakowskim Starym Teatrze, Teatrze Śląskim im. Stanisława Wyspiańskiego w Katowicach, Teatrze Polskim w Poznaniu i gdańskim Teatrze Wybrzeże. Przygotował niemal 70 przedstawień. W latach 1948–49 pełnił obowiązki dyrektora Teatru Polskiego Radia, zaś w latach 1966–68 Teatru Polskiego w Warszawie. W 1969 r. był członkiem Komisji Nagród Ministerstwa Kultury i Sztuki.
Po wydarzeniach marca 1968 r. oraz demonstracji przeciw zdjęciu Dziadów w reżyserii Kazimierza Dejmka cenzura w teatrach PRL uległa zaostrzeniu. Cenzura nie dopuściła do premiery Kniazia Patiomkina Tadeusza Micińskiego obrazującego bunt marynarzy w trakcie rewolucji w Rosji w 1905 r. w reżyserii Jerzego Kreczmara w Teatrze Polskim w Warszawie.
Asystentami Kreczmara byli między innymi: Marta Lipińska, Helena Kaut-Howson, Jan Skotnicki, Aleksander Fabisiak, Stanisław Brudny, Helmut Kajzar i Andrzej Szczytko. Jako reżyser przyczynił się do wystawienia na deskach polskich teatrów wielu prapremier, między innymi Czekając na Godota Samuela Becketta (Teatr Współczesny w Warszawie, 1957), Zegarów Tomasza Łubieńskiego (Stary Teatr, 1970), Na czworakach Tadeusza Różewicza (Stary Teatr, 1972), Emigrantów Sławomira Mrożka (Teatr Współczesny w Warszawie, 1975) oraz Mistrza Olofa Augusta Strindberga (Teatr Polski w Poznaniu, 1983).

### Życie prywatne

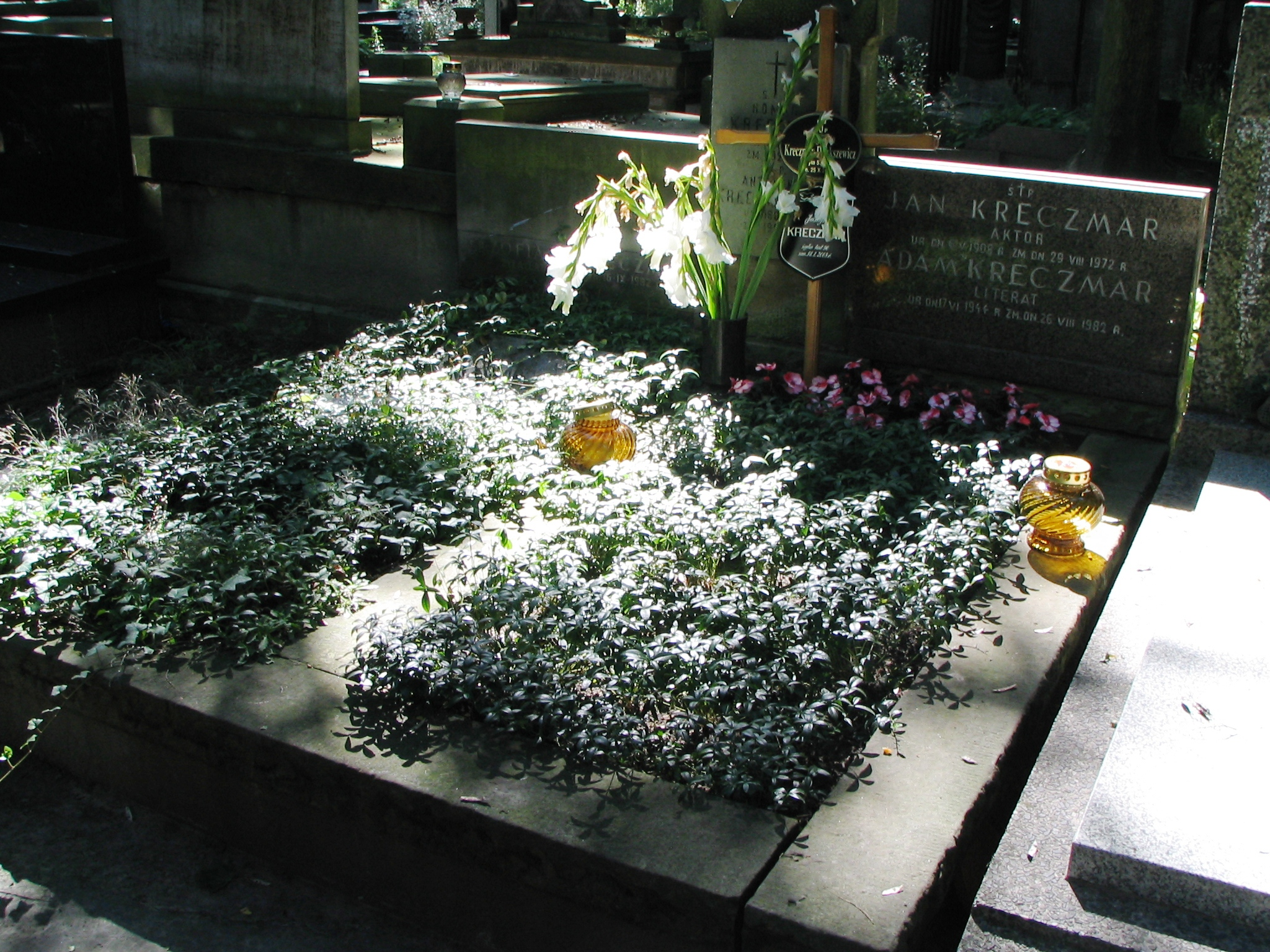
Grób Jerzego Kreczmara na Starych Powązkach

Wnuk Augusta Kreczmara (1841–1901), żonatego z Bronisławą, nauczyciela języków klasycznych, do wychowanków którego należeli Tadeusz Kotarbiński oraz Ignacy Chrzanowski. Syn Jana (1878–1909) i Marii Kreczmarów. Był bratem Tadeusza (1904–1966), wieloletniego kierownika literackiego warszawskiego Teatru Komedia, aktora Jana (1908–1972), Wandy (1905–1969) oraz Marii (1906–1985), która była matką aktora Zbigniewa Zapasiewicza (1934–2009).
Jerzy Kreczmar był żonaty z Felicją Kasman (1901–1986), z którą miał córkę Agnieszkę (1939–2010) oraz synów Tomasza (1937–1958) i Antoniego (1945–1996). Jego wnukiem jest dziennikarz z branży gier komputerowych, Tomasz (ur. 1973).
Zmarł w wieku 82 lat w Warszawie, został pochowany na cmentarzu Powązkowskim (kwatera 190-5,6-24,25).

## Ordery i odznaczenia
- Krzyż Komandorski Orderu Odrodzenia Polski (1977)
- Krzyż Oficerski Orderu Odrodzenia Polski (1963)
- Złoty Krzyż Zasługi (11 lipca 1955)[13]
- Medal 10-lecia Polski Ludowej (19 stycznia 1955)[14]
- Odznaka tytułu honorowego „Zasłużony Nauczyciel PRL” (1973)[15]

## Nagrody
- 1963 – Nagroda Ministra Kultury i Sztuki za osiągnięcia reżyserskie
- 1963 – III Kaliskie Spotkania Teatralne – nagroda indywidualna za opracowanie tekstu i inscenizację Samuela Zborowskiego Juliusza Słowackiego w Teatrze Klasycznym w Warszawie i nagroda zespołowa Wielkopolskiego Towarzystwa Kulturalnego za to przedstawienie[5][15]
- 1964 – IV Kaliskie Spotkania Teatralne – nagroda za realizację Nie-Boskiej komedii w Teatrze Polskim w Poznaniu
- 1965 – Nagroda Ministra Kultury i Sztuki II stopnia za całokształt osiągnięć reżyserskich
- 1970 – Medal z okazji stulecia urodzin Stanisława Wyspiańskiego przyznany przez Prezydium Wojewódzkiej Rady Narodowej w Katowicach